# Skoki do wody na Letnich Igrzyskach Olimpijskich 2012 – wieża 10 m indywidualnie mężczyzn
Konkurs skoków do wody z wieży 10 m mężczyzn podczas Letnich Igrzysk Olimpijskich 2012 rozegrany został między 10 a 11 sierpnia. Zawody rozgrywane były w Aquatics Centre.

## Format
Konkurencja ta jest rozgrywana w trzech rundach:
- Runda eliminacyjna: Każdy z 32 zawodników wykonuje po 6 skoków; najlepsza 18 awansuje do półfinału.
- Półfinał: 18 zawodników wykonuje po 6 skoków; wyniki z eliminacji nie są brane pod uwagę, do finału awansuje 12 najlepszych zawodników.
- Finał: 12 zawodników wykonuje po 6 skoków, wyniki z poprzednich rund nie są brane pod uwagę w ostatecznej klasyfikacji[1].

## Terminarz
Czas UTC+01:00
| Data             | Godzina | Runda      |
| ---------------- | ------- | ---------- |
| 10 sierpnia 2012 | 19:00   | Eliminacje |
| 11 sierpnia 2012 | 10:00   | Półfinał   |
| 11 sierpnia 2012 | 20:30   | Finał      |

## Wyniki
| Pozycja | Zawodnik              | Eliminacje | Eliminacje | Półfinał      | Półfinał      | Półfinał      | Półfinał      | Półfinał      | Półfinał      | Półfinał      | Półfinał      | Finał         | Finał         | Finał         | Finał         | Finał         | Finał         | Finał         |               |
| Pozycja | Zawodnik              | Punkty     | Pozycja    | Skok 1        | Skok 2        | Skok 3        | Skok 4        | Skok 5        | Skok 6        | Punkty        | Pozycja       | Skok 1        | Skok 2        | Skok 3        | Skok 4        | Skok 5        | Skok 6        | Points        |               |
| ------- | --------------------- | ---------- | ---------- | ------------- | ------------- | ------------- | ------------- | ------------- | ------------- | ------------- | ------------- | ------------- | ------------- | ------------- | ------------- | ------------- | ------------- | ------------- | ------------- |
| złoto   | David Boudia          | 439.15     | 18         | 88.20         | 86.40         | 94.35         | 85.80         | 82.80         | 93.60         | 531.15        | 3             | 97.20         | 86.40         | 99.90         | 90.75         | 91.80         | 102.60        | 568.65        |               |
| srebro  | Qiu Bo                | 563.70     | 1          | 89.60         | 85.75         | 94.05         | 102.60        | 94.35         | 97.20         | 563.55        | 1             | 91.20         | 94.50         | 92.40         | 93.60         | 94.35         | 100.80        | 566.85        |               |
| brąz    | Tom Daley             | 448.45     | 15         | 81.00         | 86.40         | 84.00         | 88.80         | 91.80         | 89.10         | 521.10        | 4             | 91.80         | 86.40         | 92.75         | 98.05         | 97.20         | 90.75         | 556.95        |               |
| 4       | Wiktor Minibajew      | 449.05     | 14         | 81.60         | 86.95         | 79.20         | 81.00         | 91.80         | 93.60         | 514.15        | 6             | 81.60         | 92.50         | 89.10         | 81.00         | 91.80         | 91.80         | 527.80        |               |
| 5       | José Guerra           | 440.90     | 17         | 76.50         | 88.20         | 86.40         | 81.60         | 79.20         | 90.00         | 501.90        | 9             | 76.50         | 88.20         | 86.40         | 96.90         | 82.50         | 97.20         | 527.70        |               |
| 6       | Lin Yue               | 532.15     | 2          | 81.60         | 94.05         | 102.60        | 94.35         | 75.60         | 93.60         | 541.80        | 2             | 91.20         | 94.05         | 91.80         | 68.45         | 91.80         | 90.00         | 527.30        |               |
| 7       | Iván García           | 491.70     | 6          | 88.80         | 87.45         | 86.10         | 81.00         | 74.25         | 79.80         | 497.40        | 10            | 83.25         | 82.50         | 98.40         | 81.00         | 89.10         | 87.40         | 521.65        |               |
| 8       | Martin Wolfram        | 496.80     | 4          | 91.80         | 86.40         | 79.20         | 86.40         | 86.40         | 88.80         | 519.00        | 5             | 97.20         | 86.40         | 77.55         | 64.80         | 88.20         | 92.50         | 506.65        |               |
| 9       | Nicholas McCrory      | 480.90     | 8          | 76.80         | 83.20         | 83.25         | 89.10         | 84.15         | 90.00         | 506.50        | 7             | 86.40         | 75.20         | 83.25         | 79.20         | 84.15         | 97.20         | 505.40        |               |
| 10      | Sascha Klein          | 525.05     | 3          | 76.80         | 90.65         | 89.25         | 91.80         | 74.25         | 81.00         | 503.75        | 8             | 80.00         | 83.25         | 66.50         | 97.20         | 77.55         | 91.80         | 496.30        |               |
| 11      | Riley McCormick       | 452.75     | 11         | 72.00         | 86.40         | 81.60         | 79.20         | 79.20         | 97.20         | 495.60        | 12            | 76.50         | 86.40         | 81.60         | 79.20         | 74.25         | 95.40         | 493.35        |               |
| 12      | Ołeksandr Bondar      | 481.65     | 7          | 78.40         | 77.70         | 82.80         | 89.10         | 89.10         | 79.20         | 496.30        | 11            | 72.00         | 88.80         | 82.80         | 79.20         | 56.10         | 64.80         | 443.70        |               |
| 13      | Matthew Mitcham       | 457.20     | 9          | 75.00         | 85.80         | 86.40         | 90.75         | 74.25         | 70.20         | 482.40        | 13            | Nie awansował | Nie awansował | Nie awansował | Nie awansował | Nie awansował | Nie awansował | Nie awansował |               |
| 14      | Germán Sánchez        | 495.85     | 5          | 85.80         | 91.20         | 36.30         | 86.10         | 89.10         | 88.80         | 477.30        | 14            | Nie awansował | Nie awansował | Nie awansował | Nie awansował | Nie awansował | Nie awansował | Nie awansował |               |
| 15      | Anton Zacharow        | 451.35     | 12         | 76.80         | 86.40         | 88.80         | 84.15         | 36.75         | 91.80         | 464.70        | 15            | Nie awansował | Nie awansował | Nie awansował | Nie awansował | Nie awansował | Nie awansował | Nie awansował |               |
| 16      | Gleb Galpierin        | 445.60     | 16         | 81.30         | 37.40         | 72.00         | 89.10         | 89.10         | 84.60         | 453.80        | 16            | Nie awansował | Nie awansował | Nie awansował | Nie awansował | Nie awansował | Nie awansował | Nie awansował |               |
| 17      | Víctor Ortega         | 450.60     | 13         | 68.80         | 63.00         | 69.30         | 78.40         | 80.85         | 79.20         | 439.55        | 17            | Nie awansował | Nie awansował | Nie awansował | Nie awansował | Nie awansował | Nie awansował | Nie awansował |               |
| 18      | Jeinkler Aguirre      | 453.50     | 10         | 72.00         | 75.20         | 55.80         | 83.20         | 64.35         | 86.40         | 436.95        | 18            | Nie awansował | Nie awansował | Nie awansował | Nie awansował | Nie awansował | Nie awansował | Nie awansował |               |
| 19      | Bryan Lomas           | 434.95     | 19         | Nie awansował | Nie awansował | Nie awansował | Nie awansował | Nie awansował | Nie awansował | Nie awansował | Nie awansował | Nie awansował | Nie awansował | Nie awansował | Nie awansował | Nie awansował | Nie awansował | Nie awansował | Nie awansował |
| 20      | James Connor          | 427.45     | 20         | Nie awansował | Nie awansował | Nie awansował | Nie awansował | Nie awansował | Nie awansował | Nie awansował | Nie awansował | Nie awansował | Nie awansował | Nie awansował | Nie awansował | Nie awansował | Nie awansował | Nie awansował | Nie awansował |
| 21      | Wadzim Kaptur         | 420.60     | 21         | Nie awansował | Nie awansował | Nie awansował | Nie awansował | Nie awansował | Nie awansował | Nie awansował | Nie awansował | Nie awansował | Nie awansował | Nie awansował | Nie awansował | Nie awansował | Nie awansował | Nie awansował | Nie awansował |
| 22      | Sebastian Villa       | 419.25     | 22         | Nie awansował | Nie awansował | Nie awansował | Nie awansował | Nie awansował | Nie awansował | Nie awansował | Nie awansował | Nie awansował | Nie awansował | Nie awansował | Nie awansował | Nie awansował | Nie awansował | Nie awansował | Nie awansował |
| 23      | Peter Waterfield      | 412.45     | 23         | Nie awansował | Nie awansował | Nie awansował | Nie awansował | Nie awansował | Nie awansował | Nie awansował | Nie awansował | Nie awansował | Nie awansował | Nie awansował | Nie awansował | Nie awansował | Nie awansował | Nie awansował | Nie awansował |
| 24      | Amund Gismervik       | 401.55     | 24         | Nie awansował | Nie awansował | Nie awansował | Nie awansował | Nie awansował | Nie awansował | Nie awansował | Nie awansował | Nie awansował | Nie awansował | Nie awansował | Nie awansował | Nie awansował | Nie awansował | Nie awansował | Nie awansował |
| 25      | Christofer Eskilsson  | 375.30     | 25         | Nie awansował | Nie awansował | Nie awansował | Nie awansował | Nie awansował | Nie awansował | Nie awansował | Nie awansował | Nie awansował | Nie awansował | Nie awansował | Nie awansował | Nie awansował | Nie awansował | Nie awansował | Nie awansował |
| 26      | Park Ji-ho            | 370.50     | 26         | Nie awansował | Nie awansował | Nie awansował | Nie awansował | Nie awansował | Nie awansował | Nie awansował | Nie awansował | Nie awansował | Nie awansował | Nie awansował | Nie awansował | Nie awansował | Nie awansował | Nie awansował | Nie awansował |
| 27      | Francesco Dell'Uomo   | 370.25     | 27         | Nie awansował | Nie awansował | Nie awansował | Nie awansował | Nie awansował | Nie awansował | Nie awansował | Nie awansował | Nie awansował | Nie awansował | Nie awansował | Nie awansował | Nie awansował | Nie awansował | Nie awansował | Nie awansował |
| 28      | Andrea Chiarabini     | 367.75     | 28         | Nie awansował | Nie awansował | Nie awansował | Nie awansował | Nie awansował | Nie awansował | Nie awansował | Nie awansował | Nie awansował | Nie awansował | Nie awansował | Nie awansował | Nie awansował | Nie awansował | Nie awansował | Nie awansował |
| 29      | Hugo Parisi           | 363.70     | 29         | Nie awansował | Nie awansował | Nie awansował | Nie awansował | Nie awansował | Nie awansował | Nie awansował | Nie awansował | Nie awansował | Nie awansował | Nie awansował | Nie awansował | Nie awansował | Nie awansował | Nie awansował | Nie awansował |
| 30      | Eric Sehn             | 363.90     | 30         | Nie awansował | Nie awansował | Nie awansował | Nie awansował | Nie awansował | Nie awansował | Nie awansował | Nie awansował | Nie awansował | Nie awansował | Nie awansował | Nie awansował | Nie awansował | Nie awansował | Nie awansował | Nie awansował |
| 31      | Cimafiej Hardziejczyk | 350.05     | 31         | Nie awansował | Nie awansował | Nie awansował | Nie awansował | Nie awansował | Nie awansował | Nie awansował | Nie awansował | Nie awansował | Nie awansował | Nie awansował | Nie awansował | Nie awansował | Nie awansował | Nie awansował | Nie awansował |
| 32      | Ri Hyun-ju            | 331.30     | 32         | Nie awansował | Nie awansował | Nie awansował | Nie awansował | Nie awansował | Nie awansował | Nie awansował | Nie awansował | Nie awansował | Nie awansował | Nie awansował | Nie awansował | Nie awansował | Nie awansował | Nie awansował | Nie awansował |